# Manchot à ailerons blancs
Eudyptula minor albosignata
Sous-espèce
Le Manchot à ailerons blancs (Eudyptula minor albosignata) est une sous-espèce du Manchot pygmée (Eudyptula minor). Elle a été considérée autrefois comme une espèce à part entière (Eudyptula albosignata).